# Артур Митчелл (персонаж)
Артур Митчелл — персонаж из сериала «Декстер» американской компании «Showtime» (который был основан на первой книге «Дремлющий демон Декстера» Джеффа Линдсея из цикла про Декстера).
Этот персонаж появился в четвертом сезоне сериала в 2009 году, его воплотил актёр Джон Литгоу.
Особенность этого убийцы состояла в ритуале из трёх убийств (смерть от кровопотери в ванне,
смерть от падения с высоты, смерть от избиения), из-за этого ему дали прозвище «Троица».
Позже выяснилось что напрасно, ведь на самом деле в его ритуал входило четыре жертвы.
Джон Литгоу получил Золотой глобус за роль Артура Митчелла в сериале «Декстер» в 2009 году.

## История
В Майами появляется новый серийный убийца, который стилем убийства похож на убийцу
из легенд «Троицу». Декстер вовлечён в расследование и выясняет личность убийцы.
Его глубоко шокирует что у Артура есть семья и дети, а значит есть значительное
сходство с фальшивой маской Декстера-семьянина. Это побуждает Декстера познакомиться с Митчеллом
ближе. Он узнаёт, что свою неуязвимость Артур заработал благодаря игре в волонтёра-строителя, который
избавляется от тел на месте стройки. Позже, когда Троица раскусил Декстера, он сам начинает на него охотиться.

## Метод убийства
Цикл Артура Митчелла начинается с похищения 10-летнего мальчика: Артур увозит мальчика и держит его в неизвестном месте. Артур играет с ним в паровозик, включает ему музыку и заставляет его надеть пижаму. После некоторого времени проведённого с мальчиком в подвале, Артур подмешивает ему снотворное в еду, а когда мальчик уснёт, Артур кладёт его в сумку и везёт на место стройки, где работает Артур и заживо хоронит мальчика в бетоне.
Второе убийство Артур Митчелл совершает с незамужней женщиной. Он следит за этой женщиной, после чего пробирается к ней в дом, набирает ванну с водой и раздевает себя и свою жертву. Артур затаскивает женщину в ванну, в последствие перерезая ей бедренную артерию и оставляя истекать кровью.
Третье убийство Артур Митчелл совершает так же с женщиной, отвозя её на автомобиле к высокому месту. Артур забирается с ней на самый верх и не толкает её, а заставляет прыгнуть, будто бы подстраивая самоубийство.
Четвёртое убийство Артур Митчелл совершает мужчиной, у которого есть жена и дети. Он приносит на место убийства молоток и жестоко бьёт им по голове жертвы, убивая её.
Все четыре убийства Артура Митчелла или же «Троицы» являются ритуалом. На месте каждого преступления Артур слюной приклеивает прах своей сестры - Веры Митчелл. Каждое убийство символизирует семью Артура, где женщина с перерезанной бедренной артерией - его сестра, Вера Митчелл, которая испугалась подсматривающего за ней в душе маленького Артура. Подскользнувшись, она разбила дверцу душевой кабинки и кусочек стекла попал ей в ногу, в результате чего она умерла от кровопотери. Падение женщины с высоты символизирует его мать - Маршу Митчелл, которая прыгнула с моста из-за переживаний и погружения в депрессию. Убийство от удара молотком символизирует его отца - Генри Митчелла. Он избивал и оскорблял молодого Артура. Не выдержав этого, Артур убил своего отца ударом молотком по голове. А похищенного 10-летнего мальчика символизирует сам Артур.